# Amethyst, Princess of Gemworld
Amethyst, Princess of Gemworld ist der Titel einer Comicserie die der US-amerikanische Verlag DC Comics zwischen 1983 und 1988 herausgab.
Die Serie, die inhaltlich dem Genre des Fantasy-Comics zuzurechnen ist, erzählt die Abenteuer des Mädchens Amethyst, das in eine märchenhafte Zauberwelt verschlagen wird, in dem es als Prinzessin eine Reihe von phantastischen Abenteuern zu bestehen hat.

## Veröffentlichung
DC begann mit der Veröffentlichung von Amethyst-Geschichten im Frühjahr 1983. Nach dem Abdruck einer kürzeren sogenannten Preview-Story – einer Bonus-Geschichte zu Werbezwecken – im hinteren Teil des Heftes US-Legion of Super-Heroes #298 vom April 1983, wurde im selben Monat das erste Heft einer zwölfteiligen Maxi-Serie auf den Markt gebracht. Diese Maxiserie, deren Hefte im monatlichen Rhythmus bis April 1984 erschienen, enthielt dabei zunächst eine in sich abgeschlossene, nicht auf Fortsetzungen angelegte Geschichte, die als die „Ur-Amethyst-Geschichte“ betrachtet werden kann.
Nachdem diese Maxiserie unerwartet gute Verkaufszahlen erzielte, knüpfte DC 1984 mit einer Annual-Ausgabe und, von 1986 bis 1987, mit einer fortlaufenden Serie an sie an. Die fortlaufende Serie musste schließlich nach sechzehn Ausgaben eingestellt werden, sodass weitere Geschichten in der Form eines Specials (1986) und einer vierteiligen Miniserie (1987) veröffentlicht wurden.
Autoren fast aller Amethyst-Geschichten waren die Schreiber Dan Mishkin und Gary Cohn, als Zeichner fungierte unter anderem Ernie Colón.
Der Ehapa-Verlag brachte in den 80er-Jahren im Rahmen der Serie Die großen Phantastic-Comics vier Bände von Amethyst auf Deutsch heraus.

## Handlung
Die Handlung von Amethyst beginnt mit dem dreizehnten Geburtstag der jungen Amy Winston. Amy, die bisher ein durchschnittliches Leben in einer durchschnittlichen amerikanischen Mittelstandsfamilien in einer durchschnittlichen amerikanischen Kleinstadt gelebt hat, muss an diesem, ihrem Ehrentag, feststellen, dass ein Wunschtraum, den viele kleine Mädchen haben, in ihrem Fall der Wirklichkeit entspricht: Sie ist in Wahrheit eine „verkannte“ Prinzessin, die durch eine umständliche Verkettung von Umständen als Kleinkind aus ihrer wahren Heimat, der sogenannten Gemworld (dt. etwa Juwelenwelt), die für sich gesondert in einer anderen Existenzsphäre besteht, in die USA der späten 70er Jahre versetzt worden ist, wo sie zunächst in einem Waisenhaus untergebracht wurde, bevor sie als Adoptivkind in eine einheimische Familie aufgenommen wurde, in der sie wie ein normales amerikanisches Kind aufgewachsen ist.
Mit Hilfe eines magischen Artefaktes, dass sie anlässlich ihres Geburtstages zum Geschenk erhält, kann Amy nun in die Gemworld zurückkehren. Da die Zeit in der Gemworld anders abläuft als auf der Erde, findet Amy sich dort als eine zwanzigjährige Frau namens Amethyst wieder, der die Aufgabe zufällt ihre neue Heimat vor Bedrohungen verschiedenster Art zu beschützen. Gemeinsam mit ihrem Liebhaber, Prinz Topas, und einem geflügelten Einhorn nimmt Amethyst im Folgenden den Kampf gegen den bösen Fürsten Dark Opal auf, der einst ihre Eltern ermordete, und macht sich daran, ihren verlorenen Platz als Herrscherin der Gemworld zurückzuerobern.

## Gemworld
Die Gemworld ist eine von Zauberei geprägte Wunderwelt, die auf einer speziellen „magischen Ebene“ existiert. Während sie in den ersten Amethyst-Heften als eine Art fliegender Kontinent dargestellt wird, der im Himmel schwebt und von einer eigenen kleinen Sonne umkreist wird, erscheint sie in späteren Ausgaben als ein eigenständiger Planet, der sich in einer anderen Dimension als die Erde befindet.
Herrschaftsmäßig unterteilt sich Gemworld, die sich technisch noch auf dem Stand des europäischen Mittelalters befindet, in zwölf magische Königreiche, die alle nach einer besonderen Art Gestein benannt sind: Amethyst („Amethyst“), Topaz („Topas“), Emerald („Smaragd“), Moonstone („Mondgestein“), Sapphire („Saphir“), Diamond („Diamant“), Ruby („Rubin“), Opal („Opal“), Garnet („Granat“), Sardonyx („Sardonyx“), Turquoise („Türkis“) und Aquamarine („Aquamarin“).
Die Bewohner dieser Reiche verfügen alle, vom mächtigsten Zauberer bis zum kleinsten Fischer über magische Fähigkeiten, die sich allerdings in ihrem praktischen Leistungsvermögen ganz erheblich unterscheiden: Während die meisten Bewohner der Gemworld nur über einige wenige Fähigkeiten verfügen, die sich lediglich für den „Hausgebrauch“ und zur Erledigung ihrer beruflichen Aufgaben eignen, verfügen die geübten, großen Magier über ein weites Arsenal mächtiger Gaben, die ihnen die Ausübung von Herrschaft erlauben.
Seit der Einstellung der Amethyst-Comics ist die Gemworld in verschiedenen anderen Comicserien wie Die Bücher der Magie oder Infinite Crisis als Handlungsschauplatz benutzt worden, wobei sie auch als Zerox und Sorcer's World bezeichnet wird.